# Francesco Angelo Rapaccioli
Francesco Angelo Rapaccioli (Roma, 1605 – Roma, 15 maggio 1657) è stato un cardinale e vescovo cattolico italiano.

## Biografia
Nacque in una famiglia originaria di Collescipoli, un piccolo borgo nei pressi di Terni. Il padre Pietro era un noto commerciante di stoffe, con una bottega ben avviata in piazza della Rotonda; sposò in seconde nozze Ginevra Griffi da cui ebbe sei figli tra cui Francesco e godeva di stretti contatti con i Barberini.
Francesco si formò al Collegio romano: nel 1628 le sue tesi di filosofia sono dedicate al cardinale Francesco Barberini; nella festa dell'Ascensione del 1629 predicò alla presenza di papa Urbano VIII a San Giovanni in Laterano e l'omelia fu presto pubblicata ottenendo l'attenzione del pontefice. Prima del 1631 conseguì la laurea in utroque iure.
Entrò nella curia romana come referendario della Segnatura Apostolica ricoprendo successivamente vari incarichi. Nel 1630 fu nominato abbreviatore di parco maggiore, nel 1634 reggente della Cancelleria apostolica, nel 1636 chierico della Camera Apostolica, quindi tesoriere generale, presidente degli archivi e commissario dell'esercito pontificio. Conobbe ed ebbe una venerazione particolare per Giuseppe da Copertino che visitava frequentemente ad Assisi, così come per la clarissa Francesca Farnese. Da segnalare anche la sua particolare vicinanza ai seguaci di san Vincenzo de' Paoli, di cui fu un grande benefattore tanto da meritare, alla sua morte, un commosso encomio del sacerdote francese.
Nel concistoro del 13 luglio 1643 papa Urbano VIII lo creò cardinale. Il 2 agosto dello stesso anno fu inviato a Viterbo come legato pontificio. Il 14 dicembre ricevette il titolo cardinalizio di Santa Maria in Via.
Partecipò al conclave del 1644 che elesse papa Innocenzo X, il quale il 18 ottobre 1646 lo elesse vescovo di Terni. Consacrato il 28 ottobre dello stesso anno, si distinse per il suo spiccato gusto per le arti, che si tradusse in una fitta politica di mecenatismo volta a completare la decorazione della cattedrale e a realizzare un contesto architettonico capace di conferire alla piazza antistante una sorta di 'corte episcopale' grazie all'adeguamento della residenza vescovile e alla costruzione del palazzo del seminario. Un complesso edilizio ad ali sapientemente collegato da un loggiato appoggiato al portico della chiesa e verosimilmente ispirato a palazzo Barberini, che il cardinale conosceva bene per averlo frequentato sin dalla giovinezza. Grazie all'interessamento del padre, Rapaccioli entrò nelle grazie del cardinale Francesco Barberini, che divenne il suo principale punto di riferimento tra fedeltà e servizio.
Il 21 dicembre 1650 optò per il titolo di Santa Cecilia. Nel 1655 prese parte al nuovo conclave che elesse papa Alessandro VII. Nel 1655 fu pro-camerlengo del Sacro Collegio e dal 1656 al 1657 camerlengo del Sacro Collegio. Frattanto nel 1656 aveva rinunciato alla sua diocesi.
Oltre alle sue doti di giurista, teologo, filosofo e latinista, va ricordata anche la sua attività poetica con una serie di componimenti pubblicati postumi nella raccolta le "Rime heroiche" (Roma, 1665).
Fu amico e stimatore di Gian Lorenzo Bernini - di cui conservava alcuni disegni nella sua collezione d'arte e al quale dedicò una coltissima epistola riservata al baldacchino di San Pietro - ma anche del pittore romano Michelangelo Cerquozzi e del marchigiano Giovanni Battista Salvi, detto il Sassoferrato, autore del suo celebre ritratto oggi conservato al John and Mable Ringling Museum of Art di Sarasota in Florida.
Morì l'anno successivo nella sua residenza romana nei pressi del Campidoglio e fu sepolto nella tomba di famiglia presso la chiesa di Santa Maria sopra Minerva.

## Genealogia episcopale
La genealogia episcopale è:
- Cardinale Guillaume d'Estouteville, O.S.B.Clun.
- Papa Sisto IV
- Papa Giulio II
- Cardinale Raffaele Sansone Riario
- Papa Leone X
- Papa Paolo III
- Cardinale Francesco Pisani
- Cardinale Alfonso Gesualdo di Conza
- Papa Clemente VIII
- Cardinale Pietro Aldobrandini
- Cardinale Laudivio Zacchia
- Cardinale Antonio Barberini, O.F.M.Cap.
- Cardinale Marcantonio Franciotti
- Cardinale Francesco Angelo Rapaccioli